# Euro Hockey League 2017/18

EHL-Logo

Die Euro Hockey League 2017/18 ist die 11. Spielzeit der von der European Hockey Federation ausgetragenen Euro Hockey League, des wichtigsten europäischen Wettbewerbs für Vereinsmannschaften im Hockey. Der Wettbewerb wird in insgesamt drei Turnieren mit Gruppen- und K.-o.-Phase ausgespielt.

## Teilnehmer
Insgesamt 24 Mannschaften der 12 bestplatzierten Nationen der EHF-3-Jahreswertung qualifizierten sich für den EHL-Wettbewerb. Alle anderen am Europapokal startenden Nationen schickten ihre zwei teilnehmenden Teams in die Trophy- und Challenge-Wettbewerbe. Die Nationen auf den Rängen 1–4 der EHF-3-Jahreswertung stellten drei Vereine, die auf den Positionen 5–8 zwei und die von 9 bis 12 einen für das Feld der EHL.
EHF-3-Jahreswertung
| Rang      | Land          | 2014/15 25 % | 2015/16 50 % | 2016/17 100 % | Gesamt |
| --------- | ------------- | ------------ | ------------ | ------------- | ------ |
| 1. (1.)   | Niederlande   | 7.083        | 15.334       | 20.667        | 43.083 |
| 2. (2.)   | Deutschland   | 5.667        | 10.167       | 24.667        | 40.500 |
| 3. (3.)   | Belgien       | 4.667        | 8.334        | 18.333        | 31.334 |
| 4. (4.)   | Spanien       | 3.500        | 8.834        | 17.000        | 29.334 |
| 5. (5.)   | England       | 3.250        | 5.500        | 16.500        | 25.250 |
| 6. (8.)   | Irland        | 2.000        | 5.750        | 12.000        | 19.750 |
| 7. (6.)   | Frankreich    | 2.875        | 5.000        | 11.500        | 19.375 |
| 8. (9.)   | Russland      | 2.125        | 5.000        | 10.000        | 17.125 |
| 9. (10.)  | Schottland    | 1.625        | 4.750        | 10.500        | 16.875 |
| 10. (7.)  | Polen         | 2.875        | 4.750        | 7.500         | 15.125 |
| 11. (13.) | Österreich    | 1.750        | 2.000        | 9.500         | 13.250 |
| 12. (12.) | Wales         | 0.500        | 3.750        | 6.000         | 10.250 |
| 13. (11.) | Italien       | 1.625        | 3.000        | 5.500         | 10.125 |
| 14. (17.) | Schweiz       | 0.000        | 1.750        | 7.500         | 9.250  |
| 15. (15.) | Belarus       | 1.875        | 1.250        | 3.500         | 6.625  |
| 16. (14.) | Tschechien    | 1.625        | 2.250        | 2.000         | 5.875  |
| 17. (16.) | Aserbaidschan | 1.375        | 0.000        | 0.000         | 1.375  |

Zwei Clubs qualifizierten sich zu jedem der elf Ausgaben der EHL: HC Dinamo Kasan aus Russland und WKS Grunwald Posen aus Polen. Es hat sich mit dem belgischen Royal Herakles HC nur ein Club qualifiziert der nicht vorher schon dabei war. Der englische Meister Surbiton HC entschied sich gegen eine Teilnahme, da sie befürchteten, aufgrund der Commonwealth Games 2018 nur ein geschwächtes Team aufbieten zu können. Stattdessen repräsentiert Holcombe HC England als erster Vertreter.
| Land        |  | Verein                |                             | Teilnahmen 1        | Titel 2         |
| ----------- |  | --------------------- | --------------------------- | ------------------- | --------------- |
| Niederlande |  | SV Kampong            | Meister Niederlande         | 13 ( 13 / - / - )   | 3 ( 3 / - / - ) |
|             |  | HC Rotterdam          |                             | 6 ( 6 / - / - )     | 0 ( 0 / - / - ) |
|             |  | HC Bloemendaal        |                             | 19 ( 19 / - / - )   | 5 ( 5 / - / - ) |
| Deutschland |  | Mannheimer HC         | Deutscher Meister           | 2 ( 2 / - / - )     | 0 ( 0 / - / - ) |
|             |  | Rot-Weiß Köln         |                             | 12 ( 12 / - / - )   | 1 ( 1 / - / - ) |
|             |  | Uhlenhorst Mülheim    |                             | 15 ( 15 / - / - )   | 9 ( 9 / - / - ) |
| Belgien     |  | KHC Dragons           | Belgischer Meister          | 16 ( 11 / 5 / - )   | 3 ( 0 / 3 / - ) |
|             |  | Royal Herakles HC     |                             | 2 ( 1 / 1 / - )     | 1 ( 0 / 1 / - ) |
|             |  | Racing Club Bruxelles |                             | 4 ( 4 / - / - )     | 0 ( 0 / - / - ) |
| Spanien     |  | Atlètic Terrassa      | Spanischer Meister          | 29 ( 28 / 1 / - )   | 5 ( 4 / 1 / - ) |
|             |  | Real Club de Polo     |                             | 21 ( 21 / - / - )   | 1 ( 1 / - / - ) |
|             |  | Club Egara            |                             | 26 ( 26 / - / - )   | 2 ( 2 / - / - ) |
| England     |  | Holcombe HC           | Ersetzt Meister Surbiton HC | 1 ( 1 / - / - )     | 0 ( 0 / - / - ) |
|             |  | Wimbledon HC          |                             | 2 ( 2 / - / - )     | 0 ( 0 / - / - ) |
| Irland      |  | Three Rock Rovers HC  | Irischer Meister            | 3 ( 2 / 1 / - )     | 0 ( 0 / 0 / - ) |
|             |  | Banbridge HC          |                             | 9 ( 3 / 5 / 1 )     | 2 ( 0 / 1 / 1 ) |
| Frankreich  |  | Racing Club de France | Meister Frankreich          | 17 ( 12 / 5 / - )   | 4 ( 0 / 4 / - ) |
|             |  | St. Germain HC        |                             | 11 ( 10 / 1 / - )   | 0 ( 0 / 0 / - ) |
| Russland    |  | HC Dinamo Kasan       | Russischer Meister          | 13 ( 10 / 3 / - )   | 1 ( 0 / 1 / - ) |
|             |  | Dinamo Elektrostal    |                             | 9 ( 6 / 3 / - )     | 1 ( 0 / 1 / - ) |
| Schottland  |  | Kelburne HC           | Schottischer Meister        | 18 ( 11 / 7 / - )   | 0 ( 0 / 2 / - ) |
| Polen       |  | Grunwald Poznań       | Polnischer Meister          | 26 ( 22 / 4 / - )   | 2 ( 0 / 2 / - ) |
| Österreich  |  | SV Arminen Wien       | Meister Österreich          | 17 ( 4 / 11 / 2 )   | 2 ( 0 / 0 / 2 ) |
| Wales       |  | Cardiff & Met         | Walisischer Meister         | 21 ( 3 / 10 / 8 ) 3 | 4 ( 0 / 1 / 3 ) |

## Neuigkeiten
Die EHL gab 12. September 2017 eine Reihe von Änderungen bekannt.

### Torpunktesystem
Die wichtigste Änderung betrifft das Zählen von Toren. Bis dahin galt jedes Tor gleich viel egal wie es erzielt wurde. Hingegen zählt ab dieser Saison jedes Feldtor zwei und jedes Tor aus einer kurzen Ecke einen Punkt. Für 7-Meter-Tore entscheidet ob sie aus einer kurzen Ecke heraus entstanden sind (1 Punkt) oder aus dem freien Spiel (2 Punkte). Diese Regel wurde von der Hockey India League übernommen.

### Platzierungsspiele
Die EHL führt Platzierungsspiele ein für die Mannschaften die im Achtelfinale ausscheiden. Diese spielen im Rahmen der Viertelfinale vier Platzierungsspiele an Ostersonntag und Ostermontag aus. Die Gewinner dieser Spiele werden als geteilte Neunte geführt und die Verlierer als geteilte Zwölfte. Neuigkeit ist mit der Änderung der Nationenwertung verbunden.

### Änderung Videoschiedsrichter
Der Videoschiedsrichter steht wie seit letzter Saison nur ab dem Achtelfinale zur Verfügung. Den neu eingeführten Platzierungsspiele steht auch kein Videoschiedsrichter bei. Außerdem kann bei einem Shoot-Out kein Videoschiedsrichter mehr zu Rate gezogen werden.

## Vorrunde
Die Vorrunde fand vom 6. bis 8. Oktober 2017 statt. Die Vorrunde wurde im Pau Negre Stadion von Barcelona ausgerichtet. Die Teilnehmer waren die schlechtplatziertesten Clubs der Teilnehmerverbände. In der Auslosung waren die Teilnehmer der Verbände mit drei Clubs (Niederlande, Deutschland, Belgien und Spanien) in den vier Dreier-Gruppen top-platziert. Das Reglement sieht vor, dass jeder Sieg 5 Punkte, jedes Unentschieden 2 Punkte und jede Niederlage, mit maximal zwei Toren Differenz, einen Punkt brachte. Am Ende qualifizierten sich die Tabellenersten für das Achtelfinale.
Gruppe A
| Team              | Spiele | S | U | N | Tore | Punkte |
| ----------------- | ------ | - | - | - | ---- | ------ |
| 1. HC Bloemendaal | 2      | 2 | 0 | 0 | 19:2 | 10     |
| 2. Wimbledon HC   | 2      | 1 | 0 | 1 | 9:4  | 5      |
| 3. SV Arminen     | 2      | 0 | 0 | 2 | 2:24 | 0      |

| 6. Oktober 2017 |            |              |
| HC Bloemendaal  | 4:0 (2:0)  | Wimbledon HC |
| 7. Oktober 2017 |            |              |
| Wimbledon HC    | 9:0 (3:0)  | SV Arminen   |
| 8. Oktober 2017 |            |              |
| HC Bloemendaal  | 15:2 (9:0) | SV Arminen   |

Gruppe B
| Team                  | Spiele | S | U | N | Tore | Punkte |
| --------------------- | ------ | - | - | - | ---- | ------ |
| 1. Uhlenhorst Mülheim | 2      | 1 | 1 | 0 | 13:3 | 7      |
| 2. Dinamo Elektrostal | 2      | 1 | 1 | 0 | 14:5 | 7      |
| 3. Cardiff & Met      | 2      | 0 | 0 | 2 | 2:21 | 0      |

| 6. Oktober 2017    |            |                    |
| Uhlenhorst Mülheim | 10:0 (4:0) | Cardiff & Met      |
| 7. Oktober 2017    |            |                    |
| Dinamo Elektrostal | 11:2 (5:0) | Cardiff & Met      |
| 8. Oktober 2017    |            |                    |
| Dinamo Elektrostal | 3:3 (2:0)  | Uhlenhorst Mülheim |

Gruppe C
| Team                   | Spiele | S | U | N | Tore | Punkte |
| ---------------------- | ------ | - | - | - | ---- | ------ |
| 1. Racing Club Brüssel | 2      | 2 | 0 | 0 | 12:4 | 10     |
| 2. Grunwald Posen      | 2      | 1 | 0 | 1 | 8:6  | 5      |
| 3. Banbridge HC        | 2      | 0 | 0 | 2 | 2:12 | 0      |

| 6. Oktober 2017     |           |                |
| Racing Club Brüssel | 6:2 (6:2) | Grunwald Posen |
| 7. Oktober 2017     |           |                |
| Banbridge HC        | 0:6 (0:1) | Grunwald Posen |
| 8. Oktober 2017     |           |                |
| Racing Club Brüssel | 6:2 (3:2) | Banbridge HC   |

Gruppe D
| Team             | Spiele | S | U | N | Tore | Punkte |
| ---------------- | ------ | - | - | - | ---- | ------ |
| 1. St.Germain HC | 2      | 2 | 0 | 0 | 7:4  | 10     |
| 2. Club Egara    | 2      | 1 | 0 | 1 | 13:7 | 6      |
| 3. Kelburne HC   | 2      | 0 | 0 | 2 | 1:10 | 1      |

| 6. Oktober 2017 |           |                |
| Club Egara      | 9:1 (3:1) | Kelburne HC    |
| 7. Oktober 2017 |           |                |
| St. Germain HC  | 1:0 (1:0) | Kelburne HC    |
| 8. Oktober 2017 |           |                |
| Club Egara      | 4:6 (1:4) | St. Germain HC |

## Achtelfinale und Viertelfinale
Am 21. August 2017 wurde der HC Rotterdam als Ausrichter des Achtel- und Viertelfinale bekanntgegeben. Vom 30. März bis zum 2. April 2018 wurden die Spiele ausgetragen. Die erstgereihten Mannschaften der Verbände 1–8 in der Nationenwertung belegten, waren gesetzt bei der Auslosung. Am 16. Oktober 2017 ergab diese sich folgende Paarungen:

### Achtelfinale
| 30. März 2018         |                   |                      |
| Holcombe HC           | 4:7 (2:3)         | Real Club de Polo    |
| Herakles HC           | 4:2 (2:1)         | Atlètic Terrassa     |
| Racing Club Bruxelles | 9:0 (7:0)         | HC Dinamo Kasan      |
| SV Kampong            | 1:0 (1:0)         | Rot-Weiß Köln        |
| 31. März 2018         |                   |                      |
| St. Germain HC        | 3:2 (2:2)         | Three Rock Rovers HC |
| Racing Club de France | 0:3 (0:1)         | Uhlenhorst Mülheim   |
| HC Rotterdam          | 4:4 (0:4)(SO 5:4) | Mannheimer HC        |
| KHC Dragons           | 0:8 (0:4)         | HC Bloemendaal       |

### Platzierungsspiele
| 1. April 2018         |             |                      |
| Holcombe HC           | 4:8 (4:6)   | Atlètic Terrassa     |
| Rot-Weiß Köln         | 8:10 (2:4)  | HC Dinamo Kasan      |
| 2. April 2018         |             |                      |
| KHC Dragons           | 20:10 (9:1) | Three Rock Rovers HC |
| Racing Club de France | 0:7 (0:3)   | Mannheimer HC        |

### Viertelfinale
| 1. April 2018      |                    |                       |
| SV Kampong         | 4:1 (4:1)          | Racing Club Bruxelles |
| Real Club de Polo  | 1:1 (0:0) (SO 6:7) | Herakles HC           |
| 2. April 2018      |                    |                       |
| HC Bloemendaal     | 8:0 (6:0)          | St. Germain HC        |
| Uhlenhorst Mülheim | 1:13 (1:8)         | HC Rotterdam          |

## Halbfinale und Finale
Gleich nachdem sich HC Bloemendaal am 2. April 2018 qualifizierte, wurde der Verein als Gastgeber des Final-Four vorgestellt. Die Spiele fanden nicht wie üblich am Pfingstwochenende 2018 statt, sondern das Wochenende danach. Nach 2013 und 2015 (2015 gemeinsam mit Achtel- und Viertelfinale) war 't Kopje in Bloemendaal zum dritten Mal Austragungsort des EHL Final-Four. Zum ersten Mal in der Geschichte der Euro Hockey League standen alle drei niederländischen Vertreter im Semifinale. Sieger war zum dritten Mal der HC Bloemendaal.

### Halbfinale
| 26. Mai 2018   |           |              |
| SV Kampong     | 6:2 (4:0) | Herakles HC  |
| HC Bloemendaal | 6:0 (2:0) | HC Rotterdam |

### Finalspiele
| 27. Mai 2018 | Spiel um Platz 3 |                |
| Herakles HC  | 4:5 (2:0)        | HC Rotterdam   |
|              | Finale           |                |
| SV Kampong   | 2:8 (2:0)        | HC Bloemendaal |

| Euro Hockey League 2017/2018 |
| ---------------------------- |
| HC Bloemendaal 3. EHL-Titel  |

## EuroHockey Club Trophy
Die Eurohockey Club Trophy 2018 wurde vom 18. bis zum 21. Mai in der österreichischen Hauptstadt Wien ausgetragen. Sie bildete den ersten Unterbau zur Euro Hockey League. Die Mannschaften kämpften dabei neben dem Titel der Trophy um Punkte für die EHF-Länderwertung, die die Anzahl der Startplätze in der Euro Hockey League berechnete.
Teilnehmer und Setzliste
| Nr. | Startplatz     |                              | Gr. | Verein                | Teilnahmen 1       |
| --- | -------------- | ---------------------------- | --- | --------------------- | ------------------ |
| 1   | Polen 2        | Absteiger aus EHL            | A   | AZS AWF Posen         | 2 ( 2 / - / - )    |
| 2   | Italien 1      | Absteiger aus EHL            | B   | HC Bra                | 8 ( 3 / 5 / - )    |
| 3   | Schweiz 1      |                              | B   | HC Rotweiss Wettingen | 28 ( 12 / 12 / 4 ) |
| 4   | Schottland 2   |                              | A   | Grange Hockey Club    | 13 ( 4 / 8 / 1 )   |
| 5   | Weißrussland 1 |                              | A   | Hockey Club Minsk     | 17 ( 3 / 6 / 8 )   |
| 6   | Österreich 2   |                              | B   | Wiener AC             | 22 ( 3 / 13 / 6 )  |
| 7   | Ukraine 1      | Aufsteiger aus der Challenge | B   | HC OKS-SHVSM Vinnitsa |                    |
| 8   | Weißrussland 2 | Aufsteiger aus der Challenge | A   | SC Stroitel Brest     |                    |

Gruppe A
Freitag, 18. Mai 2018
- 11:00 h AZS AWF Posen (POL) – HC Minsk (BLR) 2:3 (1:0)
- 13:15 h Grange Hockey Club (SCO) – SC Stroitel Brest (BLR) 1:2 (0:0)

Samstag, 19. Mai 2018
- 10:00 h HC Minsk (BLR) – SC Stroitel Brest (BLR) 4:2 (3:1)
- 12:15 h Grange Hockey Club (SCO) – AZS AWF Posen (POL) 4:0 (1:0)

Sonntag, 20. Mai 2018
- 10:00 h AZS AWF Posen (POL) – SC Stroitel Brest (BLR) 3:4 (2:1)
- 12:15 h HC Minsk (BLR) – Grange Hockey Club (SCO) 2:3 (0:1)

| Team              | Sp | S | U | N | Tore | Diff. | Pkt. |
| ----------------- | -- | - | - | - | ---- | ----- | ---- |
| Grange HC         | 3  | 2 | 0 | 1 | 8:4  | +4    | 11   |
| HC Minsk          | 3  | 2 | 0 | 1 | 9:7  | +2    | 11   |
| SC Stroitel Brest | 3  | 2 | 0 | 1 | 8:8  | 0     | 11   |
| AZS AWF Posen     | 3  | 0 | 0 | 3 | 5:11 | −6    | 2    |

Gruppe B
Freitag, 18. Mai 2018
- 15:30 h HC Rotweiss Wettingen (SUI) – HC Olympia Kolos Sekvoia (UKR) 0:2 (0:2)
- 17:45 h HC Bra (ITA) – Wiener AC (AUT) 0:7 (0:4)

Samstag, 19. Mai 2018
- 14:30 h HC Rotweiss Wettingen (SUI) – HC Bra (ITA) 7:0 (3:0)
- 16:45 h Wiener AC (AUT) – HC Olympia Kolos Sekvoia (UKR) 1:1 (0:1)

Sonntag, 20. Mai 2018
- 14:30 h HC Bra (ITA) – HC Olympia Kolos Sekvoia (UKR) 1:13 (1:6)
- 16:45 h Wiener AC (AUT) – HC Rotweiss Wettingen (SUI) 2:3 (2:2)

| Team                  | Sp | S | U | N | Tore | Diff. | Pkt. |
| --------------------- | -- | - | - | - | ---- | ----- | ---- |
| HC OKS-SHVSM Vinnitsa | 3  | 2 | 1 | 0 | 16:2 | +14   | 12   |
| RW Wettingen          | 3  | 2 | 0 | 1 | 10:4 | +6    | 11   |
| Wiener AC             | 3  | 1 | 1 | 1 | 10:4 | +6    | 8    |
| HC Bra                | 3  | 0 | 0 | 3 | 1:27 | −26   | 0    |

Platzierungsspiele
Montag, 21. Mai 2018
- 09:00 h 4.A – 4.B: AZS AWF Posen – HC Bra 19:2 (10:2)
- 11:15 h 3.A – 3.B: SC Stroitel Brest – Wiener AC 2:0 (1:0)
- 13:30 h 2.A – 2.B: HC Minsk – HC Rotweiss Wettingen HC 5:3 (3:1)
- 15:45 h 1.A – 1.B: Grange Hockey Club – HC Olympia Kolos Sekvoia 5:2 (1:1)

Endstand
- 1. Grange Hockey Club  (Aufstieg für Schottland 2 zur Euro Hockey League 2018/19)
- 2. HC OKS-SHVSM Vinnitsa
- 3. Hockey Club Minsk  (Aufstieg für Weißrussland 1 zur Euro Hockey League 2018/19)
- 4. HC Rotweiss Wettingen
- 5. SC Stroitel Brest
- 6. Wiener AC
- 7. AZS AWF Posen  (Abstieg für Polen 2 zur EuroHockey Challenge 2019)
- 8. HC Bra  (Abstieg für Italien 1 zur EuroHockey Challenge 2019)

## EuroHockey Club Challenge
Die EuroHockey Club Challenge 2018 fand in Genf vom 18. bis zum 21. Mai 2018 statt. Die beiden Erstplatzierten stiegen in die EuroHockey Club Trophy 2019 auf und die zwei Letztplatzierten stiegen in die EuroHockey Club Challenge II 2019 ab.
Gruppe A
Freitag, 18. Mai 2018
- 10:00 h SH Paolo Bonomi – HAHK Mladost 1:2 (0:1)
- 12:15 h AD Lousada – União Lamas 0:2 (0:0)

Samstag, 19. Mai 2018
- 10:00 h HAHK Mladost – União Lamas 2:2 (2:1)
- 12:15 h AD Lousada – SH Paolo Bonomi 0:2 (0:1)

Sonntag, 20. Mai 2018
- 10:00 h SH Paolo Bonomi – União Lamas 0:0 (0:0)
- 12:15 h HAHK Mladost – AD Lousada 3:2 (2:1)

| Team            | Sp | S | U | N | Tore | Diff. | Pkt. |
| --------------- | -- | - | - | - | ---- | ----- | ---- |
| HAHK Mladost    | 3  | 2 | 1 | 0 | 7:5  | +2    | 12   |
| União Lamas     | 3  | 1 | 2 | 0 | 6:3  | +3    | 9    |
| SH Paolo Bonomi | 3  | 1 | 1 | 1 | 3:2  | +1    | 8    |
| AD Lousada      | 3  | 0 | 0 | 3 | 3:9  | −6    | 2    |

Gruppe B
Freitag, 18. Mai 2018
- 14:30 h Slavia Prag – Slagelse HC 2:3 (1:1)
- 16:45 h TJ Pilsen Litice – Servette Genf 0:4 (0:4)

Samstag, 19. Mai 2018
- 14:30 h TJ Pilsen Litice – Slavia Prag 0:2 (0:0)
- 16:45 h Slagelse HC – Servette Genf 4:3 (3:3)

Sonntag, 20. Mai 2018
- 14:30 h Slagelse HC – TJ Pilsen Litice 3:0 (0:0)
- 16:45 h Slavia Prag – Servette Genf 1:0 (1:0)

| Team             | Sp | S | U | N | Tore | Diff. | Pkt. |
| ---------------- | -- | - | - | - | ---- | ----- | ---- |
| Slagelse HC      | 3  | 3 | 0 | 0 | 10:5 | +5    | 15   |
| Slavia Prag      | 3  | 2 | 0 | 1 | 5:3  | +2    | 11   |
| Servette Genf    | 3  | 1 | 0 | 2 | 7:5  | +2    | 7    |
| TJ Pilsen Litice | 3  | 0 | 0 | 3 | 0:9  | −9    | 1    |

Platzierungsspiele
Montag, 21. Mai 2018
- 08:30 h 3.B – 4.A: Servette Genf – AD Lousada 3:1 (2:1)
- 10:45 h 3.A – 4.B: SH Paolo Bonomi – TJ Pilsen Litice 3:0 (2:0)
- 13:00 h 1.B – 2.A: Slagelse HC – União Lamas 1:2 (1:1)
- 15:15 h 1.A – 2.B: HAHK Mladost – Slavia Prag 0:3 (0:3)

Endstand
- 1. Slavia Prag  (Aufstieg für Tschechien 1 zur EuroHockey Trophy 2018/19)
- 1. União Lamas  (Aufstieg für Portugal 1 zur EuroHockey Trophy 2018/19)
- 3. HAHK Mladost
- 3. Slagelse HC
- 5. SH Paolo Bonomi
- 5. Servette Genf
- 7. TJ Pilsen Litice  (Abstieg für Tschechien 2 zur EuroHockey Challenge II 2018/19)
- 7. AD Lousada  (Abstieg für Portugal 2 zur EuroHockey Challenge II 2018/19)

## EuroHockey Club Challenge II
Die EuroHockey Club Challenge III 2018 fand vom 17. bis zum 20. Mai 2018 im slowenischen Lipovci statt. Die beiden Erstplatzierten stiegen in die EuroHockey Club Challenge 2019 auf und die zwei Letztplatzierten stiegen in die EuroHockey Club Challenge III 2019 ab.
Gruppe A
Donnerstag, 17. Mai 2018
- 12:45 h Whitchurch HC – HK Zelina 2:3 (1:1)

Freitag, 18. Mai 2018
- 12:45 h Bolu Belediyesi SK – Whitchurch HC 1:6 (0:2)

Samstag, 19. Mai 2018
- 12:45 h HK Zelina – Bolu Belediyesi SK 6:1 (2:0)

| Team               | Sp | S | U | N | Tore | Diff. | Pkt. |
| ------------------ | -- | - | - | - | ---- | ----- | ---- |
| HK Zelina          | 2  | 2 | 0 | 0 | 9:3  | +6    | 10   |
| Whitchurch HC      | 2  | 1 | 0 | 1 | 8:4  | +4    | 6    |
| Bolu Belediyesi SK | 2  | 0 | 0 | 2 | 2:12 | −10   | 0    |

Gruppe B
Donnerstag, 17. Mai 2018
- 15:00 h FHC Akademik Sofia – KPH Rača 2:8 (1:3)
- 17:15 h Grammarians HC – HK Lipovci 5:2 (1:1)

Freitag, 18. Mai 2018
- 15:00 h Grammarians HC – FHC Akademik Sofia 4:0 (1:0)
- 17:15 h KPH Rača – HK Lipovci 1:4 (1:1)

Samstag, 19. Mai 2018
- 15:00 h KPH Rača – Grammarians HC 2:1 (1:0)
- 17:15 h FHC Akademik Sofia – HK Lipovci 2:9 (0:4)

| Team               | Sp | S | U | N | Tore | Diff. | Pkt. |
| ------------------ | -- | - | - | - | ---- | ----- | ---- |
| Grammarians HC     | 3  | 2 | 0 | 1 | 10:4 | +6    | 11   |
| HK Lipovci         | 3  | 2 | 0 | 1 | 15:8 | +7    | 10   |
| KPH Rača           | 3  | 2 | 0 | 1 | 11:7 | +4    | 10   |
| FHC Akademik Sofia | 3  | 0 | 0 | 3 | 4:21 | −17   | 0    |

Platzierungsspiele
Sonntag, 20. Mai 2018
- 09:30 h 3.A – 4.B: Bolu Belediyesi SK – FHC Akademik Sofia 7:3 (4:1)
- 11:45 h 1.B – 2.A: Grammarians HC – Whitchurch HC 4:4 (3:2), SO 1:3
- 14:00 h 1.A – 2.B: HK Zelina – HK Lipovci 8:4 (2:2)

Endstand
- 1. HK Zelina  (Aufstieg für Kroatien 2 zur EuroHockey Challenge 2018/19)
- 1. Whitchurch HC  (Aufstieg für Wales 2 zur EuroHockey Challenge 2018/19)
- 3. HK Lipovci
- 3. Grammarians HC
- 5. KPH Rača
- 5. Bolu Belediyesi SK
- 7. FHC Akademik Plus Sofia  (Abstieg für Bulgarien 1 zur EuroHockey Challenge III 2018/19)
- 7. nicht teilgenommen  (Abstieg für Griechenland 1 zur EuroHockey Challenge III 2018/19)

## EuroHockey Club Challenge III
Die EuroHockey Club Challenge III 2018 fand vom 18. bis zum 21. Mai 2018 in der dänischen Hauptstadt Kopenhagen statt. Die beiden Erstplatzierten stiegen in die EuroHockey Club Challenge II 2019 auf und die zwei Letztplatzierten stiegen in die EuroHockey Club Challenge IV 2019 ab.
Gruppe A
Freitag, 18. Mai 2018
- 14:30 h SC Baltic Champs - Gaziantep Polisgücü SK 1:3 (0:3)
- 16:45 h Copenhagen HC - Start Berdyscev Region 4:3 (2:2)

Samstag, 19. Mai 2018
- 14:30 h Baltic Champs - Copenhagen HC 3:1 (2:1)
- 16:45 h Start Berdyscev Region - Gaziantep Polisgücü SK 5:4 (2:2)

Sonntag, 20. Mai 2018
- 14:30 h Copenhagen HC - Gaziantep Polisgücü SK 1:4 (0:1)
- 16:45 h Start Berdyscev Region - Baltic Champs 3:2 (2:0)

Gruppe A
| Team                   | Pkt | Sp | S | U | N | T+ | T- | Diff. |
| ---------------------- | --- | -- | - | - | - | -- | -- | ----- |
| Gaziantep Polisgücü SK | 11  | 3  | 2 | 0 | 1 | 11 | 7  | +4    |
| Start Berdyscev Region | 11  | 3  | 2 | 0 | 1 | 11 | 10 | +1    |
| Baltic Champs          | 7   | 3  | 1 | 0 | 2 | 6  | 7  | −1    |
| Copenhagen HC          | 6   | 3  | 1 | 0 | 2 | 6  | 10 | −4    |

Gruppe B
Freitag, 18. Mai 2018
- 10:00 h Nacka LHK - Sliema Hotsticks HC 4:4 (4:3)
- 12:15 h Kringsja SK - Zuvedra Tauras 1:4 (1:2)

Samstag, 19. Mai 2018
- 10:00 h Kringsja SK - Nacka LHK 2:4 (2:2)
- 12:15 h Sliema Hotsticks HC - Zuvedra Tauras 0:3 (0:2)

Sonntag, 20. Mai 2018
- 10:00 h Sliema Hotsticks HC - Kringsja SK 1:3 (1:1)
- 12:15 h Nacka LHK - Zuvedra Tauras 1:3 (0:2)

| Team                | Pkt | Sp | S | U | N | T+ | T- | Diff. |
| ------------------- | --- | -- | - | - | - | -- | -- | ----- |
| Zuvedra Tauras      | 15  | 3  | 3 | 0 | 0 | 10 | 2  | +8    |
| Nacka LHK           | 8   | 3  | 1 | 1 | 1 | 9  | 9  | 0     |
| Kringsja SK         | 6   | 3  | 1 | 0 | 2 | 6  | 9  | −3    |
| Sliema Hotsticks HC | 3   | 3  | 0 | 1 | 2 | 5  | 10 | −5    |

Platzierungsspiele
Montag, 21. Mai 2018
- 08:30 h 3.B - 4.A: Kringsjå SK - Copenhagen HC 2:2 (1:1), SO 4:5
- 10:45 h 3.A - 4.B: Inta Baltic Champignons - Sliema Hotsticks HC 2:1 (2:1)
- 13:00 h 1.B - 2.A: Zuvedra Tauras - Start Berdyscev Region 4:3 (0:2)
- 15:15 h 1.A - 2.B: Gaziantep Polisgücü SK - Nacka LHK 5:1 (3:0)

Endstand
- 1. Gaziantep Polisgücü SK  (Aufstieg für Türkei 2 zur EuroHockey Challenge II 2018/19)
- 1. Zuvedra Tauras  (Aufstieg für Litauern 1 zur EuroHockey Challenge II 2018/19)
- 3. Start Berdyscev Region
- 3. Nacka LHK
- 5. Copenhagen HC
- 5. Inta Baltic Champignons
- 7. Kringsjå SK  (Abstieg für Norwegen 1 zur EuroHockey Challenge IV 2018/19)
- 7. Sliema Hotsticks HC  (Abstieg für Malta 1 zur EuroHockey Challenge IV 2018/19)

## EuroHockey Club Challenge IV
Die EuroHockey Club Challenge III 2018 fand vom 17. bis zum 20. Mai 2018 in der finnischen Hauptstadt Helsinki statt. Die beiden Erstplatzierten stiegen in die EuroHockey Club Challenge III 2019 auf.
Donnerstag, 17. Mai 2018
- 12:00 h Floriana Young Stars HC - HK Moravske Toplice 0:2 (0:1)
- 14:15 h HC Kilppari - Építők HC 2:0 (2:0)

Freitag, 18. Mai 2018
- 12:00 h HC Kilppari - Floriana Young Stars HC 3:2 (2:1)
- 14:15 h HK Moravske Toplice - Építők HC 2:1 (1:0)

Samstag, 19. Mai 2018
- 11:00 h HK Moravske Toplice - HC Kilppari 3:2 (2:0)
- 13:15 h Floriana Young Stars HC - Építők HC 0:2 (0:1)

Gruppe A
| Team                    | Sp | S | U | N | Tore | Diff. | Pkt. |
| ----------------------- | -- | - | - | - | ---- | ----- | ---- |
| HK Moravske Toplice     | 3  | 3 | 0 | 0 | 7:3  | +4    | 15   |
| HC Kilppari             | 3  | 2 | 0 | 1 | 7:5  | +2    | 11   |
| Építők HC               | 3  | 1 | 0 | 2 | 3:4  | −1    | 7    |
| Floriana Young Stars HC | 3  | 0 | 0 | 3 | 2:7  | −5    | 3    |

Gruppe B
Donnerstag, 17. Mai 2018
- 16:30 h Soroksári – Olcote HC - Mortensrud-Aker SK 9:0 (2:0)
- 18:45 h FHC Slavia 1921 - ABC-Team 1:4 (0:3)

Freitag, 18. Mai 2018
- 16:30 h FHC Slavia 1921 - Soroksári – Olcote HC 0:6 (0:4)
- 18:45 h Mortensrud-Aker SK - ABC-Team 0:2 (0:2)

Samstag, 19. Mai 2018
- 15:30 h Mortensrud-Aker SK - FHC Slavia 1921 2:3 (1:2)
- 17:45 h Soroksári – Olcote HC - ABC-Team 7:1 (3:1)

| Team                  | Sp | S | U | N | Tore | Diff. | Pkt. |
| --------------------- | -- | - | - | - | ---- | ----- | ---- |
| Soroksári – Olcote HC | 3  | 3 | 0 | 0 | 22:1 | +21   | 15   |
| ABC-Team              | 3  | 2 | 0 | 1 | 7:8  | −1    | 10   |
| FHC Slavia 1921       | 3  | 1 | 0 | 2 | 4:12 | −8    | 5    |
| Mortensrud-Aker SK    | 3  | 0 | 0 | 3 | 2:14 | −12   | 2    |

Platzierungsspiele
Sonntag, 20. Mai 2018
- 08:30 h 3.B - 4.A: FHC Slavia 1921 - Floriana Young Stars HC 2:1 (0:1)
- 10:45 h 3.A - 4.B: Építők HC - Mortensrud-Aker SK 6:1 (1:0)
- 13:00 h 1.B - 2.A: Soroksári – Olcote HC - HC Kilppari 3:0 (2:0)
- 15:15 h 1.A - 2.B: HK Moravske Toplice - ABC-Team 2:1 (1:0)

Endstand
- 1. HK Moravske Toplice  (Aufstieg für Slowenien 2 zur EuroHockey Challenge III 2018/19)
- 1. Soroksári – Olcote HC  (Aufstieg für Ungarn 1 zur EuroHockey Challenge III 2018/19)
- 3. HC Kilppari
- 3. ABC-Team
- 5. Építők HC
- 5. FHC Slavia 1921
- 7. Floriana Young Stars HC
- 7. Mortensrud-Aker SK